# Żelice Dolne
Żelice Dolne [pronunciación en polaco: /ʐɛˈlit͡sɛ ˈdɔlnɛ/] (en alemán: Nieder Seelitz) es un pueblo en el distrito administrativo de Gmina Kępice, dentro del Distrito de Słupsk, Voivodato de Pomerania, en el norte de Polonia. Se encuentra aproximadamente 3 kilómetros al sudeste de Kępice, 28 kilómetros al sur de Słupsk, y 113 kilómetros al oeste del capital regional, Gdańsk.
El pueblo tiene una población de 58 habitantes.